# Łużec
Łużec (německy Flinsberger Kamm) je hora nacházející se v západní části Vysokého jizerského hřebene, v polské části Jizerských hor. V dřívějších dobách byl Łużec častým cílem procházek a vzhledem k širokému rozhledu na Jizerské hory a Krkonoše také turistickou atrakcí.

## Historie
Na Łużci býval lyžařský vlek se sjezdovkou pojmenovanou Świeradowiec. Proto je na některých starších mapách chybně zakreslována výška obou vrcholů, přestože v jednom případě se jednalo o kopec, ve druhém o sjezdovku.

## Přístup
Přes Łużec vede hlavní červeně značená hřebenovka mezi horami Stóg Izerski a Wysoki Kamień, která jako Cesta česko-polského přátelství pokračuje až do Krkonoš. Łużec se nachází asi 2 km VJV od prvně jmenované hory. Z druhé strany je přístupný ze sedla Polana Izerska, kam vede i modrá značka z obce Świeradów Zdrój.